# Doolittlov napad
 Doolittlov napad je prvi bombniški napad na japonsko matično otočje med drugo svetovno vojno, ki so ga 18. aprila 1942 izvedli Američani pod poveljstvom podpolkovnika Jamesa Harolda Doolittla s 16 lahkimi bombniki North American B-25 Mitchell. Z napadom, ki je imel za cilj psihološki vpliv na prebivalce Japonske, je želel Doolittle dokazati, da je tudi Japonska dosegljiva zavezniškim silam. Hkrati naj bi bil napad nekakšna povračilna akcija za japonski napad na ameriško mornariško oporišče Pearl Harbor, ki so ga Japonci napadli 7. decembra 1941 in s tem začeli z vojno proti ZDA. Hkrati je bil ta napad prvi v zgodovini ameriških zračnih sil, ko so bombniki vzleteli z letalonosilk.
Načrt za napad je predvideval, da bodo bombniki po opravljeni nalogi, bombardiranju Tokia, pristali na Kitajskem, od koder se bodo posadke lahko vrnile v matične baze. Med napadom je bilo izgubljenih vseh 16 letal, 11 članov posadk pa je bilo ubitih ali zajetih. Posadke 14 letal, vključno z eno, ki je bila internirana v Sovjetski zvezi je bilo na koncu vrnjenih v ZDA.

## Letala B-25 v Doolittlovem napadu
Po vrsti vzletanja je 16 letal naslednjih:
| zap. št. AAF | vzdevek           | eskadr. | cilj     | pilot                               | usoda                                            |
| 40-2344      |                   | 34. BS  | Tokio    | podpolkovnik James Harold Doolittle | zrušenje severno Chuchow, Kitajska               |
| 40-2292      |                   | 37. BS  | Tokio    | poročnik Travis Hoover              | trdi pristanek Ningpo, Kitajska                  |
| 40-2270      | Whiskey Pete      | 95. BS  | Tokio    | poročnik Robert M. Gray             | zrušenje, JV Chuchow, Kitajska                   |
| 40-2282      |                   | 95. BS  | Tokio    | poročnik Everett W. Holstrom        | zrušenje, JV Shangjao, Kitajska                  |
| 40-2283      |                   | 95. BS  | Tokio    | stotnik David M. Jones              | zrušenje, JV SE Chuchow, Kitajska                |
| 40-2298      | The Green Hornet  | 95. BS  | Tokio    | poročnik Dean E. Hallmark           | prisilni pristanek na morju, Wenchu, Kitajska    |
| 40-2261      | The Ruptured Duck | 95. BS  | Tokio    | poročnik Ted W. Lawson              | prisilni pristanek na morju, Shangchow, Kitajska |
| 40-2242      |                   | 95. BS  | Tokio    | stotnik Edward J. York              | internacija, Primorsky Krai, Sibirija            |
| 40-2303      | Whirling Dervish  | 34. BS  | Tokio    | poročnik Harold F. Watson           | zrušitev, J, Nanchang, Kitajska                  |
| 40-2250      |                   | 89. RS  | Tokio    | poročnik Richard O. Joyce           | zrušitev, JV, Chuchow, Kitajska                  |
| 40-2249      | Hari Kari-er      | 89. RS  | Jokohama | stotnik C. Ross Greening            | zrušitev, JV, Chuchow, Kitajska                  |
| 40-2278      | Fickle Finger     | 37. BS  | Jokohama | poročnik William M. Bower           | zrušitek, JV, Chuchow, Kitajska                  |
| 40-2247      | The Avenger       | 37. BS  | Jokosuka | poročnik Edgar E. McElroy           | zrušitev, J, Nanchang, Kitajska                  |
| 40-2297      |                   | 89. RS  | Nagoja   | major John A. Hilger                | zrušitev, JV, Shangjao, Kitajska                 |
| 40-2267      | TNT               | 89. RS  | Kobe     | poročnik Donald G. Smith            | prisilni pristanek na morju, Shangchow, Kitajska |
| 40-2268      | Bat Out of Hell   | 34. BS  | Nagoja   | poročnik William G. Farrow          | zrušitev, J, Ningpo, Kitajska                    |